# قاشق‌واش‌سانان
قاشق‌واش‌سانان  (Alismatales) یکی از راسته‌های گیاهان است.
قاشق‌واش‌سانان راسته‌ای است از تک‌لپه‌ای‌های بیشتر علفی و آب‌زی با ۱۶۵ سرده آرایش یافته در ۱۴ تیره که در تمام نقاط جهان پراکنده هستند.